# Felipe Polanco
Felipe de Jesús Polanco Delgado (Santo Domingo, 10 de enero de 1955), conocido como Felipe Polanco y por su seudónimo «Boruga», es un comediante, presentador y productor dominicano, el cual se destaca en el humor retratista y la parodia. Polanco pertenece a la generación de los primeros comediantes dominicanos surgidos entre las décadas 70 y 80 junto a Freddy Beras, Milton Peláez, Cuquín Victoria, Luisito Martí, entre otros. 
Su sentido del humor contrasta con su semblante, sin embargo esto no le ha obtaculizado su carrera. Polanco enfoca su humor en la idiosincrasia de los dominicanos, comparando las costumbres dominicanas con las de otros países (sobre todo del primer mundo) para hacer reír.

## Primeros años
Polanco nació en el sector Villa Consuelo en Santo Domingo, hijo de Felipe Polanco, comerciante y Célida Delgado, modista. Tiene dos hermanas mayores: Nurys y Josefina. Años más tarde su familia se mudó a Gazcue, otro sector en el Distrito Nacional. Desde 1961, Polanco trabajó en el negocio de su padre como dependiente de un colmado hasta 1973.
Estudió en el Colegio Dominicano De La Salle. Más tarde entró por un breve periodo a la Universidad Nacional Pedro Henríquez Ureña a estudiar agronomía, luego cambió de parecer y entró a la Universidad Autónoma de Santo Domingo donde estudió dos años de arquitectura.

## Carrera
En septiembre de 1974 Polanco entra a formar parte del programa "Nosotros a las 8" que conducían Freddy Beras-Goico (quien años más tarde se convertiría en su mentor) y Yaqui Núñez. En 1975 entró a Color Visión en los programas "La Alegría del País" y "El Show de Noticias" junto a Milton Peláez y Cuquín Victoria, y donde surge el mote de "Boruga". En esa misma época también participó en varios programas que incluyen: "De Noche", "El Show de la Gran Unión", "El Team de la Risa" y "El Gordo de la Semana", este último producido también por Beras-Goico. En 1976 su carrera comienza en ascendencia al entrar a formar parte del clásico programa dominicano "El Show del Mediodía", que se transmite también por Color Visión y donde compartió y conoció a los que junto con él formarían el grupo de la hoy llamada vieja escuela del humor, entre los cuales se encuentran, Cuquín Victoría, Milton Peláez, Julio Cesar Matías "Pololo", María Rosa Almánzar "Cirita", Luisito Martí, Roberto Salcedo, ente otros.
En 1985 deja Color Visión y entra a Rahintel donde participa en los programas "El Sabro Show" junto a Roberto Salcedo, Cuquín Victoria, Y Milton Peláez. También hizo el "Boruga Show" y "Súper Humor".

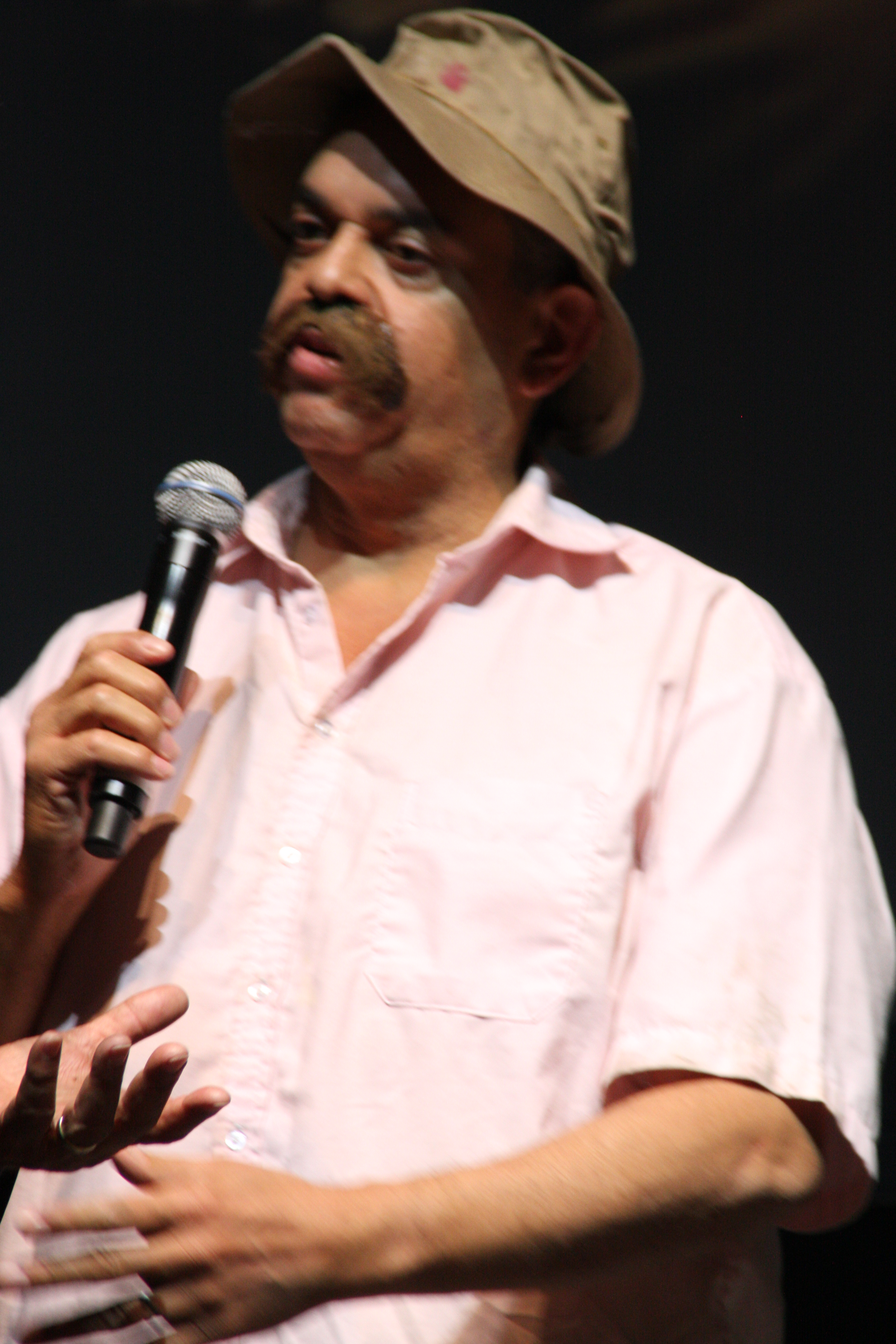
Felipe Polanco "Boruga" interpretando a Elvin Vinicio Raposo, su personaje más emblemático.

En 1988 entró en el elenco de comediantes del recién iniciado programa "Punto Final" de Freddy Beras-Goico también por Color Visión, donde consolida su carrera humorística. En el mismo comparte con otros comediantes como son: Cecilia García, Nani Peña, Kenny Grullón, Nicolás Díaz (Margaro), entre otros.  En este programa, Polanco adquiere mayor notoriedad con su personaje "Elvin Vinicio Raposo" interpretándolo en "La Escuelota", un sketch largo que se popularizó en todo el país. "Elvin Vinicio" se convertiría en su emblema en los años posteriores de su carrera. 
Polanco rompió relaciones profesionales con Beras-Goico a mediados de los años 90 e ingresó en un programa llamado "Cuentos y Cantos" junto a Jochy Santos Y Anthony Ríos, el programa televisivo consistía en mezclar los cuentos (chistes) con el canto. Luego participó en "El Happy Hour del 9". Este fue su último programa antes de caer en el alcoholismo que lo mantuvo en un largo letargo profesional durante los próximos años.
En 2001 vuelve a retomar su carrera, esta vez con su propio programa de televisión llamado "Boruga Fat Free" por Mango TV, donde permaneció dos años; luego pasó a CERTV.
En 2003 Polanco condujo un programa meridiano llamado El Conconcito junto a la actriz y presentadora dominicana radicada en España Carolina Féliz.
En 2004 el programa pasa a transmitirse por Amé47, durando poco más de dos años.
En enero de 2005, Polanco hizo un rol segundario en la película de Luisito Martí "Los locos también piensan". Ese mismo año, vuelve a la radio con el programa "La Paradita de las 12" junto a presentadores y locutores José Guillermo Sued, y Hedel Cordero.
En 2006 vuelve a formar parte de uno de los programas de Freddy Beras-Goico llamado "Con Freddy y Punto", donde se mantuvo hasta 2010. 
En marzo de 2011, Polanco condujo y produjo un programa semanal llamado "La Hora Feliz", transmitido por Telefuturo canal 23. El 22 de marzo, participó junto a Cecilia García y Cuquín Victoria en un homenaje póstumo al humorista y productor de televisión Freddy Beras-Goico en los Premios Casandra 2011.
En marzo de 2012 sirvió como copresentador de los Premios Casandra 2012 junto a su colega generacional Cuquín Victoria.
El 2 de diciembre de 2013 entró a formar parte del programa nocturno "Esta Noche Mariasela", con Mariasela Álvarez.
En julio del 2016 presenta el Show-Conferencia "2 Papás 3 Estilos" junto al conferencista y escritor internacional Diego A. Sosa.

### Carrera cristiana
En 2008, Polanco realizó el primer show de humor cristiano junto a su testimonio de vida cristiana titulado "Dios me ha hecho reír", donde revela impresionantes episodios de su alcoholismo y la casi destrucción de su matrimonio y hasta de su vida. Polanco conduce dos programas cristianos "Tardes de gozo" por la emisora Renuevo y "Siempre hay tiempo" por el canal 24, este último junto a su hermana.
En 2012, realizó su segundo show cristiano titulado "Muy cristiano muy criollo" en el Teatro Nacional, en este evento Polanco retrató la conducta del dominicano.

### Otras ocupaciones
Boruga (como se conoce en República Dominicana) ha hecho un sinnúmero de comerciales para radio y televisión, represetando marcas y empresas dominicanas a lo largo de su carrera.
Ha hecho un gran número de canciones y parodias relativas al comportamiento dominicano, la más notable fue la que hizo en 1979 junto a Freddy Beras-Goico llamada "Margarita" (también conocida como "Ven acá"), una parodia de la canción Rapper's Delight del grupo estadounidense The Sugarhill Gang. Las demás incluye: "Que país mi país", "Los Apodos", "El Apagón y El Semáforo", "Distinto y Cherchoso", "La parodia del Cobrador", "A coger la bicicleta", "La Batata de Moca", entre otras. Estas tres últimas son parodias de las canciones "Burbujas de Amor", "El Niágara en Bicicleta" y "Bachata en Fukuoka" de Juan Luis Guerra.
Boruga es bien conocido por sus presentaciones tipo stand up comedy junto a sus compañeros de siempre Freddy Beras-Goico (fallecido), Cuquín Victoria, Luisito Martí (fallecido) y Jochy Santos. Algunas de sus presentaciones han sido tan exitosa que han permecido por largo tiempo en cartelera. Tal es el caso de Humor viejo no se olvida que permaneció en funciones por casi dos años. Otras presentaciones de éxito han sido "Dios me ha hecho reír", "Politicum Forte", "Muy Criollo", Humor Unplugged, Dios nos ha hecho reír junto a Beras-Goico, entre otros.
en la actualidad ha hecho fusión del humor con sones junto ese gran compositor y cantante dominicano Victor Victor con quien inició un show exitoso que se tituló AL SON DEL HUMOR así como su show de retratos del Dominicano E'QUE SOMO ASI que también es el título de su libro más reciente que lleva 4 ediciones.

## Caracterizaciones
- Abogado de la defensa
- Batman
- Bienvenido
- El llanero solitario
- Elvin Vinicio Raposo
- Flor Alburquerque
- Guacanagarix
- Johanne Burgos
- José Francisco Peña Gómez
- Mambo (Satirizando a Rambo)
- Melchor (uno de los Reyes Magos)
- Milanés
- Poncio el policía Julián macana
- Spider-Man
- Sr. Montesco (padre de Romeo)
- Washington Liriano
- Barrabas Liriano
- Copernicos Agramonte
- Tuis Egen Mañaná
- El primo loco (junto a Cuquin Victoria)
- Funerario y Chochueca (junto a Cuquin Victoria)
- El traductor de Mudo Visión (junto a Freddy Beras-Goico)
- Guacanagarix Campusano
- El compadre de Arquimedes
- El Heladero y Liquito (junto a Lusito Marti)
- El novio de la hermana del bebe (junto a Freddy Beras-Goico)
- Licenciado Trabu
- Marsh Melo
- El ingeniero borracho
- Marco Soldado Romano
- El Cazatalentos
- El Radio
- Juan Bosch Siraguza

Nota:esta lista está incompleta, puedes ayudar a Wikipedia expandiéndola.

## Vida personal
Polanco está casado con Maggie Morales y tiene 5 hijos: Karla, Gitten, Felipe Arturo, Katie y Gabriel. Ha estado casado en dos ocasiones anteriores, por lo que sus hijos son de sus 3 diferentes esposas respectivamente. Polanco es cristiano desde 1999 junto a su esposa y varios de sus hijos.
El 30 de diciembre de 2006 Polanco viajó a Sacramento, California donde sufrió una parálisis facial a causa de un virus.
En abril de 2008 Polanco lanzó su libro titulado "Una vida transformada". Y escribió otro en los años 90 llamado "Qué país mis país"
en el 2014 lanzó su más reciente libro E'QUE SOMO' ASI donde retrata impresionantemente la conducta del dominicano en su país y cuando vive fuera de él, este libro lleva ya 4 ediciones y ha sido de los pocos libros patrocinados en su portada por una empresa de productos de consumo masivo. LA FAMOSA

### Alcoholismo e intentos de suicidio
A mediados de los 90 Polanco comenzó a depender paulatinamente del alcohol, llegando a tener constantes problemas personales y laborales. Polanco decía ser ateo y era un ser arrogante y prepotente y estaba todo el tiempo de mal humor. Su dependencia se hacía cada vez más grande, a tal punto de intentar suicidarse en dos ocasiones. En 1999 la vida de Polanco dio un giro cuando su esposa lo llevó a un retiro, donde se convirtió al cristianismo.

### Filantropía
Polanco colabora en varias instituciones benéficas de su país:   en el Centro del Niño Feliz, ubicado en Bonao; y el centro Adonai, que se encuentra en Bayaguana
Ha sido colaborador junto a Freddy Beras-Goico de la Asociación Dominicana de Rehabilitación desde muchos años. Polanco se desplaza mensualmente a predicar la palabra de Dios en comunidades de su país una vez al mes dando testimonio de su cambio de vida.

## Premios y reconocimientos
Polanco ha ganado 2 premios Casandra (ahora Soberano) e innumerables placas y reconocimientos en República Dominicana y en el exterior.[cita requerida]
En 2021 recibió un Premio Soberano al mérito por su trayectoria en el arte.